# Artur Jabłoński (przedsiębiorca)
Artur Grzegorz Jabłoński (ur. 15 listopada 1987 we Włocławku) – polski przedsiębiorca, autor książek, edukator i szkoleniowiec marketingowy. Właściciel firmy doradczo-szkoleniowej oraz agencji marketingowej digitalk.

## Życiorys
Ukończył studia filologiczne na Uniwersytecie Mikołaja Kopernika w Toruniu oraz studia podyplomowe w Wyższej Szkole Bankowej w Toruniu.
W latach 2010–2011 był dziennikarzem Onetu. Następnie pracował w kilku agencjach marketingowych, a w 2016 roku założył własną firmę doradczo-szkoleniową oraz agencję marketingową digitalk, której jest prezesem.
Jest autorem bestsellerowej książki z dziedziny marketingu: „Jak pisać, żeby chcieli czytać (i kupować). Copywriting & Webwriting” czy „Zrozumieć marketing”.
Od 2020 roku Jabłoński prowadzi program „Konkretnie o Marketingu i Sprzedaży” na YouTube oraz podcast na Spotify o tej samej nazwie. Jest również prelegentem na licznych konferencjach marketingowych i biznesowych oraz ich współorganizatorem.
Wykłada na wielu studiach podyplomowych w całej Polsce: w Wyższych Szkołach Bankowych, na Akademii Górniczo-Hutniczej w Krakowie czy na Politechnice Białostockiej. Prowadzi również swojego bloga, a ponadto organizuje autorskie szkolenia, kursy internetowe oraz warsztaty konsultacyjno-doradcze z zakresu marketingu.

## Publikacje
- Jak pisać, żeby chcieli czytać (i kupować). Copywriting & Webwriting, Wydawnictwo OnePress 2017, ISBN 978-83-283-9182-6
- Skuteczna reklama na Facebooku, Grupa Marketer 2021, ISBN 978-83-951401-6-7
- Skuteczna reklama na LinkedIn, Wydawnictwo OnePress 2021, ISBN 978-83-283-8019-6
- Zrozumieć marketing, Wydawnictwo OnePress 2022, ISBN 978-83-283-9309-7